# Heterotis fruticosa
Heterotis is een plantensoort uit de familie Melastomataceae. Het is een rechtopstaande struik met een uiteen spreidende groeiwijze. De jonge stengels en bladstelen hebben een roze kleur.
De soort uit het geslacht komt voor van Benin tot in Nigeria en op het eiland Bioko. Hij groeit daar op rotsachtige heuvels.

## Synoniemen
- Dissotis rotundifolia var. fruticosa Brenan
- Dissotis fruticosa (Brenan) Brenan & Keay